# New York Film Academy
New York Film Academy – School of Film and Acting (NYFA) er en amerikansk drama- og filmskole, med hovedsæde i New York City.
NYFA blev grundlagt i 1992 af Jerry Sherlock, en tidligere film-, fjernsyns- og teaterproducent. I dag har skolen campus i blandt andet Los Angeles og Miami, samt lokaliteter i Sydney og omkring 15 andre byer rundt om i verden.